# Lichenologia

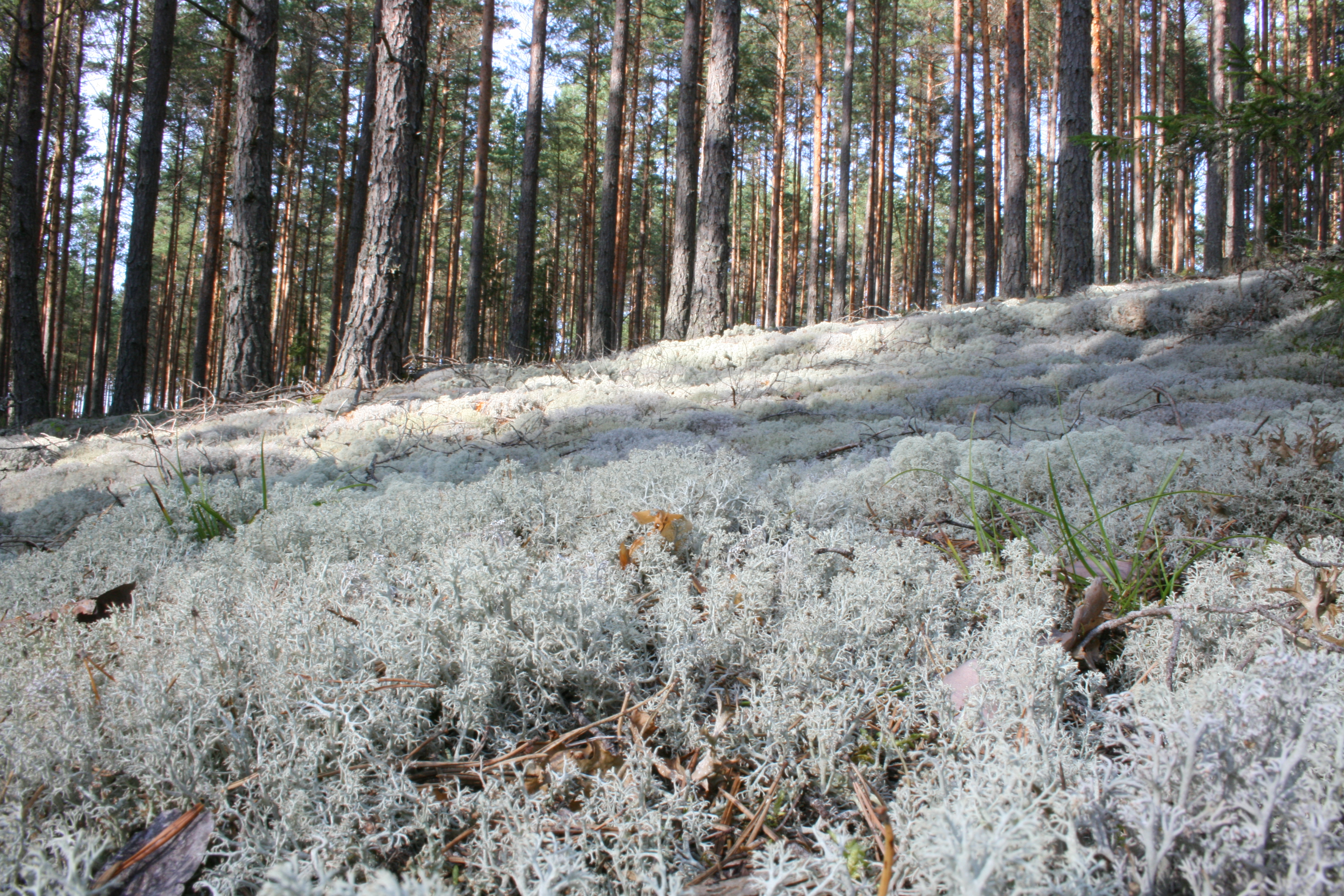
Porosty w lesie

Lichenologia (gr. leichēn – porost) – nauka obejmująca badania nad porostami (Lichenes). Jest uznawana za gałąź mykologii.
Za ojca lichenologii uznaje się Erika Achariusa. Lichenologia (i lichenoindykacja) jest przedmiotem nauczanym między innymi na Uniwersytecie Jagiellońskim. Lichenolodzy spotykają się na zjazdach takich jak zorganizowany 5–9 września 2011 roku na terenie Nadleśnictwa Wichrowo XXV Zjazd Lichenologów Polskich „Porosty w przestrzeni geograficznej, przyrodniczej i kulturowej” organizowany przez Katedrę Mikologii oraz Katedrę Botaniki i Ochrony Przyrody Uniwersytetu Warmińsko-Mazurskiego w Olsztynie oraz Nadleśnictwo Wichrowo.